# Bársony Elemér
Bársony Elemér, született Varságh Elemér Henrik Károly (Budapest, 1879. január 28. – Budapest, Józsefváros, 1938. május 2.) magyar gyógyszerész, miniszter, újságíró, lapszerkesztő. Bátyja, Varságh Zoltán gyógyszerész, lapszerkesztő.

## Élete
Varságh (Warschag) János és Borsos Vilma Friderika gyermekeként született. 1898-ban Bársony István író örökbe fogadta és nevére vette. A Budapesti Tudományegyetemen 1899-ben gyógyszerész oklevelet szerzett. 1908-ban a Gyógyszerészi Hetilap szerkesztője lett. 1914-ben patikajogot kapott Csepelen. 1917-ben megalapította és szerkesztette a Gyógyszerészeti Szemlét. 1918-ban létrehozta a Vidéki Gyógyszerészek Országos Szövetségét, amelynek elnöke lett. Ezt követően politikai pályára lépett. A Tanácsköztársaság idején megalakult aradi ellenforradalmi kormány népjóléti minisztere volt, 1919. május 5–30. között. Az első szegedi ellenforradalmi kormányban államtitkári rangban szintén e minisztérium vezetőjeként működött, 1919. május 30. és 1919. július 12. között. A kommün bukása után visszatért a fővárosba. Évekig elnöke volt egy terézvárosi polgári körnek. Nagy szerepet játszott Budapest székesfőváros törvényhatóságánál, amelynek bizottsági tagja volt, azonban idővel visszavonult a politikától, s elsősorban szakíróként dolgozott.
1920 és 1922 között a Nagy Magyarország című politikai napilap főszerkesztője volt. 1927-től 1936 októberéig a Gyógyszerész Értesítőt szerkesztette. 1926-ban Csepelen, majd 1930-ban a Teréz körúton nyert patikajogot, de mindkét gyógyszertárától hamar megvált. 1936–1938 között a Magyar Gyógyszerész című lapnál dolgozott. Feldolgozta és megírta a magyar gyógyszerészet történetét Baradlai Jánossal, amely magyar tudománytörténeti alapmunka. Novellái napi- és hetilapokban jelentek meg. A Budai Hírlap (1896–97), a Pesti Hírlap (1902–05), az Új idők (1904–05), az Ország-Világ, a Magyar Lányok (1902–05) című lapok állandó munkatársa volt. Halálát májzsugorodás okozta.
Temetése a Rákoskeresztúri új köztemetőben volt, ahol barátai nevében Freund Dezső építész búcsúztatta.

## Családja
Első felesége Propper Izabella Terézia volt, akit 1908. augusztus 11-én Budapesten, az Erzsébetvárosban vett nőül. 1917-ben elvált tőle. Második házastársa Freiberger Sámuel és Rigótz Karolina lánya, Blanka (1889–?) volt.
Gyermekei:
- Bársony Jolán (1910–1919)
- Bársony István (1913–2003)[7]

## Főbb művei
- Újjászületés (regény, Budapest, 1902)
- Az endrődi statárium. Hangulatok (Budapest, 1911)
- A magyarországi gyógyszerészet története az ősidőktől a mai napig. I–II. Baradlai Jánossal. (Budapest, 1930)